# Alaior Esportiu
Alaior Esportiu va néixer d'una proposta particular de Paco Perea Villalonga, Coordinador Municipal de l'Àrea esportiva d'Alaior, el qual va comptar amb la col·laboració de 6 persones més del poble d'Alaior (Menorca), d'uns 8.000 habitants: Pau Sintes (publicista), Tomàs Mercadal (comptable), Josep Teixidor (fotògraf), Juan Pons (impressor), Nicolás Andreu (cronista esportiu) i Marse Vinent (forner), els quals van coincidir en participar en difondre les activitats esportives de la població menorquina, davant la falta de la mateixa en l'àmbit insular (diaris, emissores de radio i TV).